# Торсион

Торсионный маятник

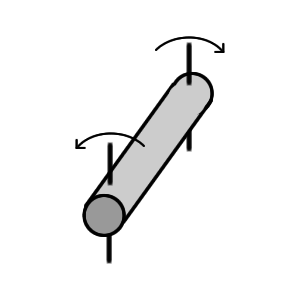
Стержень, работающий на скручивание

Торсио́н (от фр. torsion — скручивание, кручение) — стержень из упругого материала, имеющий относительно небольшую крутильную жёсткость, высокую упругость и работающий на кручение.
Могут быть монолитными круглого или квадратного сечения, а также пластинчатыми — набранными из некоторого числа пластин, связанных друг с другом в пучок и совместно работающих на скручивание.

## Основные формулы
Угол закручивания {\displaystyle \theta } сплошного торсиона в зависимости от приложенного момента силы {\displaystyle M_{t}} модуля сдвига {\displaystyle G} материала однородного по длине торсиона, его длины {\displaystyle L} и полярного момента инерции {\displaystyle I_{p}} выражается формулой:
{\displaystyle \theta ={\frac {M_{t}\cdot L}{G\cdot I_{p}}}.}
Величину {\displaystyle \kappa ={\frac {G\cdot I_{p}}{L}}} называют крутильной жёсткостью или торсионной жёсткостью, откуда:
{\displaystyle \theta ={\frac {M_{t}}{\kappa }}.}
Полярный момент инерции для сплошного стержня круглого сечения:
{\displaystyle J_{p}={\frac {\pi D^{4}}{32}},}
где {\displaystyle D} — диаметр стержня.
Для полого вала в виде круглой трубы:
{\displaystyle J_{p}={\frac {\pi D^{4}}{32}}\left(1-{\frac {d^{4}}{D^{4}}}\right),}
где {\displaystyle D} — внешний диаметр трубы,
{\displaystyle d} — внутренний диаметр трубы.
Касательные напряжения {\displaystyle \tau _{r}}, возникающие в условиях кручения, определяются по формуле:
{\displaystyle \tau _{r}={Tr \over J_{0}},}
где {\displaystyle r} — расстояние от оси кручения.
Касательные напряжения {\displaystyle \tau _{max}} достигают наибольшего значения на поверхности вала при {\displaystyle r_{max}=R} и при максимальном крутящем моменте {\displaystyle M_{max}}, то есть:
{\displaystyle \tau _{max}={T_{max}R \over J_{0}}={\frac {T_{max}}{J_{p}}}.}
Это даёт возможность записать условие прочности при кручении в таком виде:
{\displaystyle \tau _{max}={\frac {T_{max}}{J_{p}}}\leq [\tau ].}
Используя это условие, можно или по известному крутящему моменту {\displaystyle T} найти полярный момент сопротивления и далее, в зависимости от той или иной формы, найти размеры сечения, или наоборот — зная размеры сечения, можно вычислить наибольшую величину крутящего момента, которую можно допустить в сечении, которое, в свою очередь, позволит найти допустимые величины внешних нагрузок:
{\displaystyle \tau ={\frac {M_{t}}{\frac {I_{0}}{V}}}\leq {\tau }_{adm},}
где {\displaystyle \tau ={\frac {16\,M_{t}}{\pi d^{3}}}} (для сплошного вала) или {\displaystyle \tau ={\frac {16\,d_{e}\,M_{t}}{\pi (d_{e}^{4}-d_{i}^{4})}}} (для вала в виде трубы).

## Применение
- Маятники с торсионным подвесом;
- Торсионные возвратные пружины в измерительных приборах;
- Подвеска бронетехники и автомобилей (например, заднемоторных ЗАЗ и легковых моделей ЗИЛ, ЛуАЗ, передний мост Запорожца, а также многих французских моделей 1950-х — 1970-х годов, почти всех автомобилей Chrysler с конца 1950-х до 1980-х годов, автомобилей фирмы Mazda (Demio, Familia, Capella) конца 1990-х годов, Alfa Romeo, Suzuki SX4, и т. д.);
- Валы определённой конструкции для сглаживания ударов;
- В многопоточных редукторах для выравнивания моментов между соединёнными параллельно передачами;
- В античных метательных машинах некоторых типов использовались торсионы из органических волокон;
- Для уравновешивания тяжёлых открывающихся элементов конструкции (бронированная крышка люка в бронетехнике, крыша трансмиссии танков, кабина автомобилей «КамАЗ», крышка багажника автомобилей «Волга», «Жигули», «Москвич», секционные ворота, пружина дверцы морозильной камеры холодильников «Минск-10» и тому подобное);
- Торсионы используются для соединения вала и колец в подвеске динамически настраиваемых гироскопов.